# Гребля на байдарках и каноэ на Европейских играх 2015

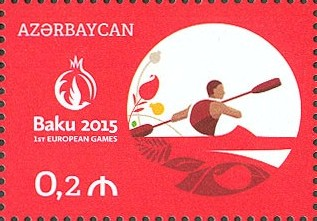
Гребля на байдарках и каноэ на почтовой марке Азербайджана, посвящённой Европейским играм 2015

Соревнования по гребле на байдарках и каноэ на Европейских играх 2015 проходили в Азербайджане, городе Мингечевир, в Олимпийском учебно-спортивном центре «Кюр» 15 и 16 июня. В рамках соревнований разыгрывалось 15 комплектов медалей. 

## Календарь
| ЦО | Церемония открытия | ● | Квалификации | 2 | Финалы соревнований | ЦЗ | Церемония закрытия |

| Июнь                        | Июнь                        | 12 Пт | 13 Сб | 14 Вс | 15 Пн | 16 Вт | 17 Ср | 18 Чт | 19 Пт | 20 Сб | 21 Вс | 22 Пн | 23 Вт | 24 Ср | 25 Чт | 26 Пт | 27 Сб | 28 Вс | Медали |
| --------------------------- | --------------------------- | ----- | ----- | ----- | ----- | ----- | ----- | ----- | ----- | ----- | ----- | ----- | ----- | ----- | ----- | ----- | ----- | ----- | ------ |
| Гребля на байдарках и каноэ | Гребля на байдарках и каноэ |       |       | ●     | 5     | 10    |       |       |       |       |       |       |       |       |       |       |       |       | 15     |

## Медали

### Мужчины
| Дисциплина                | Золото                                                                 | Серебро                                                                         | Бронза                                                                     |
| ------------------------- | ---------------------------------------------------------------------- | ------------------------------------------------------------------------------- | -------------------------------------------------------------------------- |
| Байдарки-одиночки, 200 м  | Миклош Дудаш Венгрия                                                   | Петтер Меннинг Швеция                                                           | Эд Маккивер Великобритания                                                 |
| Байдарки-одиночки, 1000 м | Макс Хофф Германия                                                     | Фернанду Пимента Португалия                                                     | Рене Хольтен Поульсен Дания                                                |
| Байдарки-одиночки, 5000 м | Макс Хофф Германия                                                     | Фернанду Пимента Португалия                                                     | Сириль Карре Франция                                                       |
| Байдарки-двойки, 200 м    | Сербия · Марко Новакович · Небойша Груич                               | Германия · Рональд Рауэ · Том Либшер                                            | Венгрия · Петер Мольнар · Шандор Тотка                                     |
| Байдарки-двойки, 1000 м   | Венгрия · Золтан Каммерер · Тамаш Салаи                                | Германия · Макс Рендшмидт · Маркус Шмидт                                        | Беларусь · Виталий Белько · Роман Петрушенко                               |
| Байдарки-четвёрки, 1000 м | Венгрия · Золтан Каммерер · Тамаш Кулифаи · Даниэль Пауман · Давид Тот | Россия · Александр Сергеев · Василий Погребан · Антон Ряхов · Владислав Блинцов | Беларусь · Павел Медведев · Олег Юреня · Виталий Белько · Роман Петрушенко |
| Каноэ-одиночки, 200 м     | Генрикас Жустаутас Литва                                               | Валентин Демьяненко Азербайджан                                                 | Мартин Фукса Чехия                                                         |
| Каноэ-одиночки, 1000 м    | Себастьян Брендель Германия                                            | Мартин Фукса Чехия                                                              | Аттила Вайда Венгрия                                                       |
| Каноэ-двойки, 1000 м      | Беларусь · Андрей Богданович · Александр Богданович                    | Россия · Алексей Коровашков · Илья Первухин                                     | Германия · Петер Кречмер · Михаэль Мюллер                                  |

### Женщины
| Дисциплина                | Золото                                                             | Серебро                                                                | Бронза                                                                                      |
| ------------------------- | ------------------------------------------------------------------ | ---------------------------------------------------------------------- | ------------------------------------------------------------------------------------------- |
| Байдарки-одиночки, 200 м  | Марта Вальчикевич Польша                                           | Наталья Подольская Россия                                              | Данута Козак Венгрия                                                                        |
| Байдарки-одиночки, 500 м  | Данута Козак Венгрия                                               | Ивонна Шуринг Австрия                                                  | Эвелина Войнаровская Польша                                                                 |
| Байдарки-одиночки, 5000 м | Марина Литвинчук Беларусь                                          | Лани Белчер Великобритания                                             | Рената Чай Венгрия                                                                          |
| Байдарки-двойки, 200 м    | Беларусь · Марина Литвинчук · Маргарита Махнёва                    | Сербия · Оливера Молдован · Николина Молдован                          | Украина · Анастасия Тодорова · Марина Повх                                                  |
| Байдарки-двойки, 500 м    | Сербия · Далма Ружичич-Бенедек · Милица Старович                   | Румыния · Элена Мероньяк · Роксана Борха                               | Венгрия · Нинетта Вад · Анна Карас                                                          |
| Байдарки-четвёрки, 500 м  | Венгрия · Габриэлла Сабо · Анна Карас · Данута Козак · Нинетта Вад | Германия · Франциска Вебер · Верена Хантль · Конни Васмут · Тина Дитце | Польша · Каролина Ная · Эвелина Войнаровская · Эдита Дзенишевская-Керкла · Беата Миколайчик |